# دوار النازلة (أولاد بن خالد وتافغالت)
دوار النازلة هو دُوَّار يقع بجماعة تابودة، إقليم تاونات، جهة فاس مكناس في المملكة المغربية. ينتمي الدوّار لمشيخة أولاد بن خالد وتافغالت التي تضم 16 دوار. يقدر عدد سكانه بـ 113 نسمة حسب الإحصاء الرسمي للسكان والسكنى لسنة 2004.

## روابط خارجية
- البوابة الوطنية للجماعات الترابية نسخة محفوظة 12 مارس 2018 على موقع واي باك مشين.
- المندوبية السامية للتخطيط